# Mykolaiv (huyện)
Huyện Mykolaiv (tiếng Ukraina: Миколаївський район, chuyển tự: Mykolaivs'kyi raion) là một huyện của tỉnh Lviv thuộc Ukraina. Huyện Mykolaiv có diện tích 698 km², dân số theo điều tra dân số ngày 5 tháng 12 năm 2001 là 66247 người với mật độ 95 người/km2. Trung tâm huyện nằm ở Mykolaiv.